# Naousa
Naousa (în antichitate Nova Augusta, apoi Niagusta, în perioada otomană Ağustos, în macedoneană Негуш, Neguș, în aromână Niagushti) este un oraș în partea de nord a Greciei, în provincia Macedonia Centrală, cu o populație de 22,288. 

## Demografie
Populația localității a fost alcătuită în trecut în mod substanțial din macedoromâni (vlahi). În prezent o mică parte din populație este alcătuită din romi.

## Personalități
- Meletie Covaci (1707-1775), episcop român unit de Oradea Mare